# メキシコとアメリカの壁

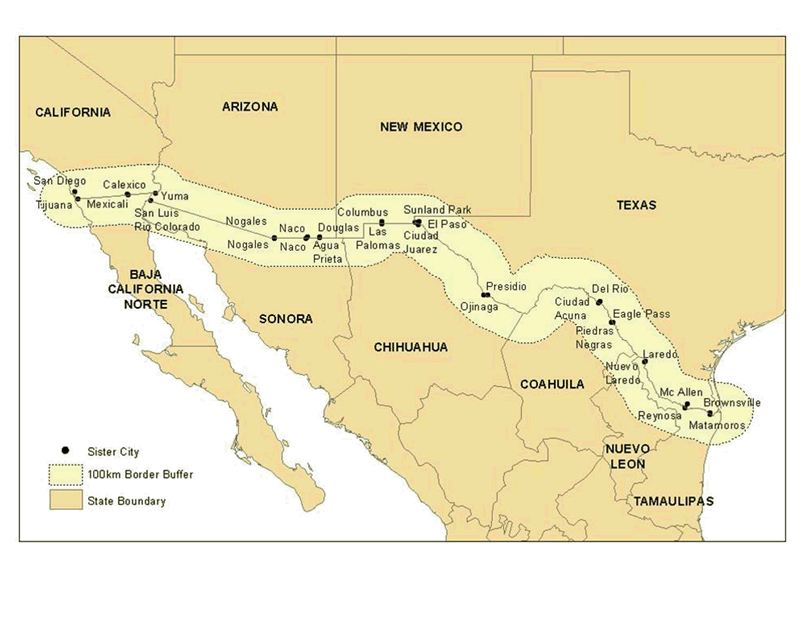
メキシコとアメリカ間の国境地図

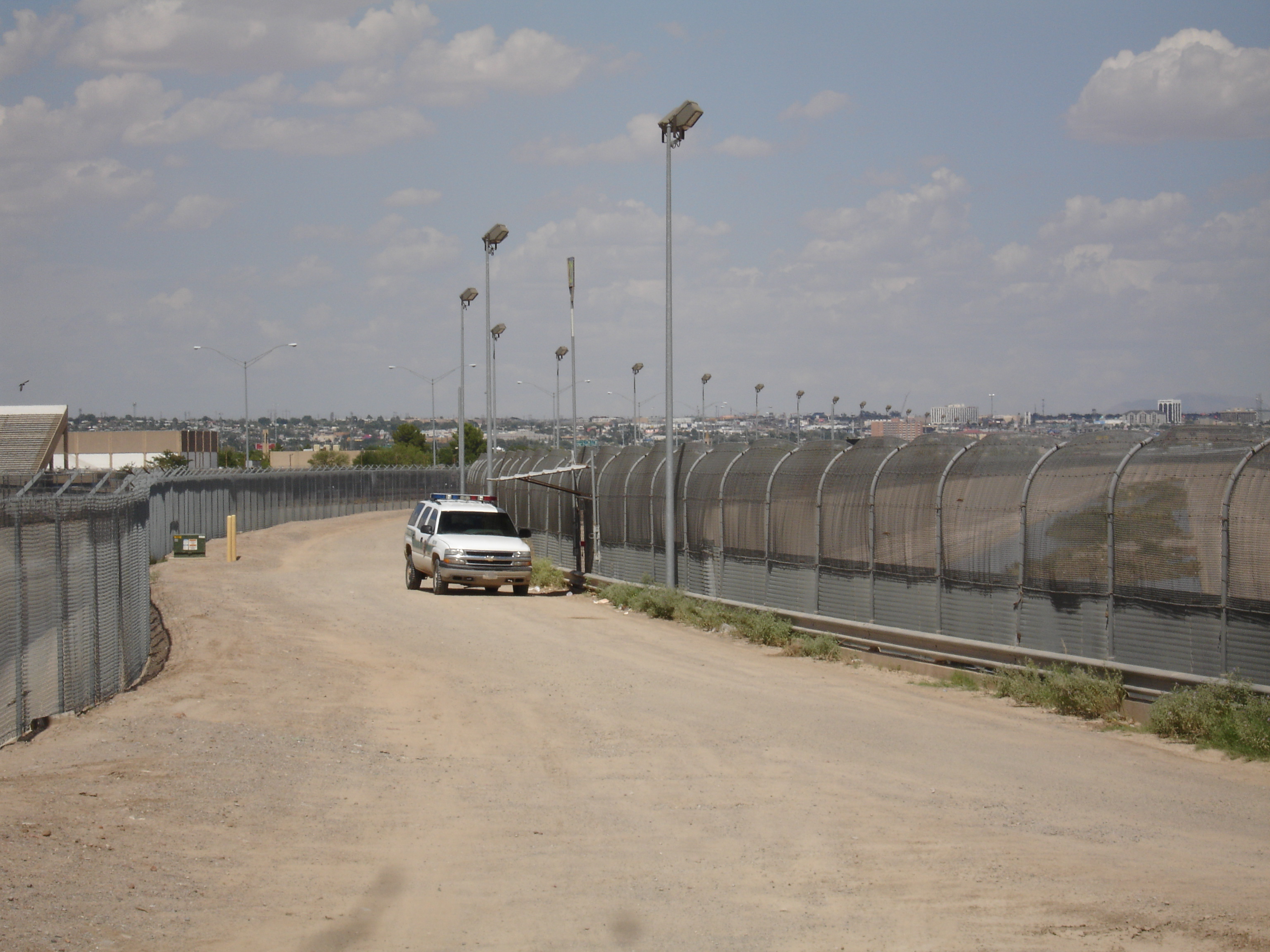
アメリカテキサス州エルパソ近郊の国境フェンス

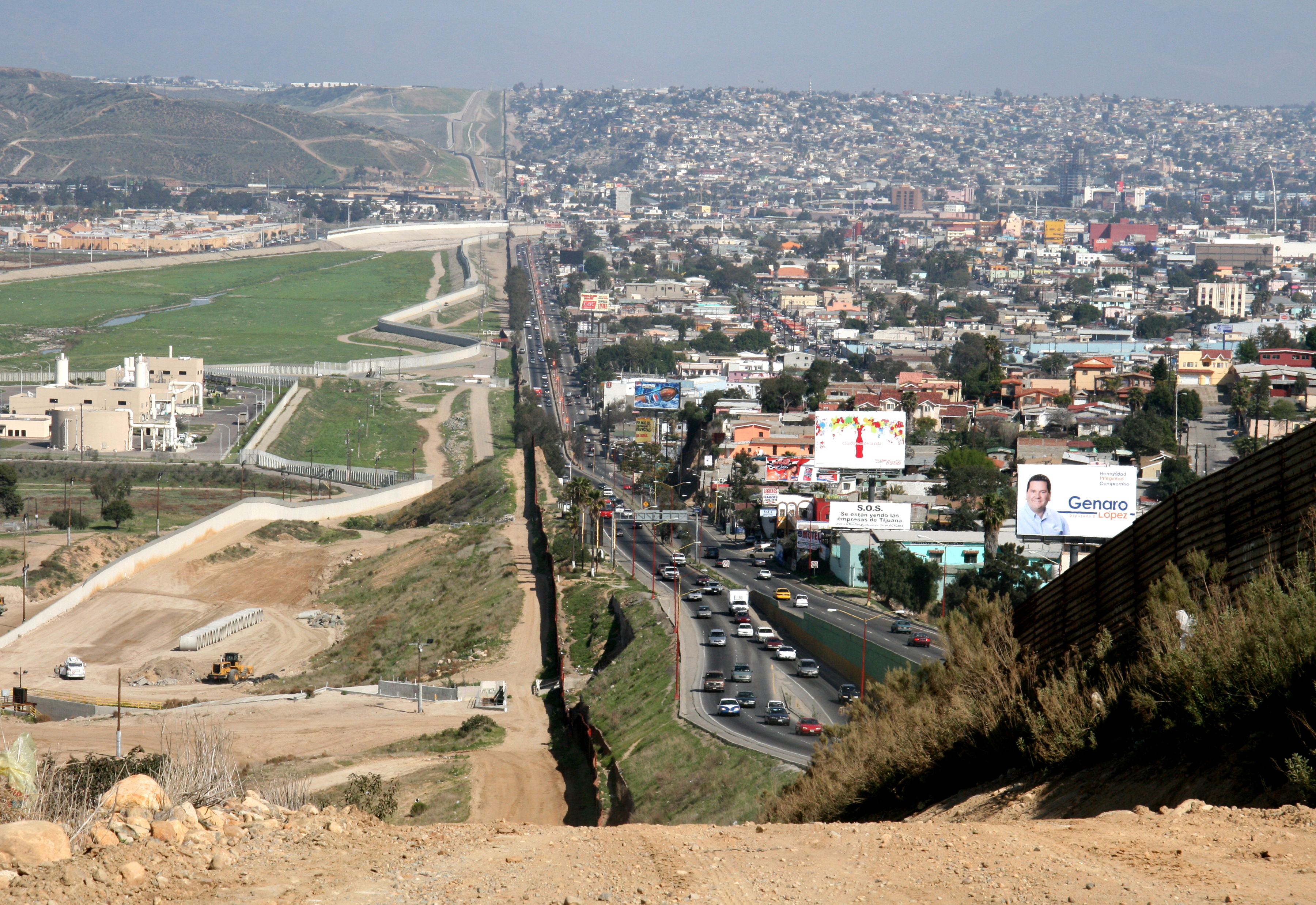
左側のサンディエゴの国境警備隊事務所と、右側のメキシコティフアナの間の国境フェンス

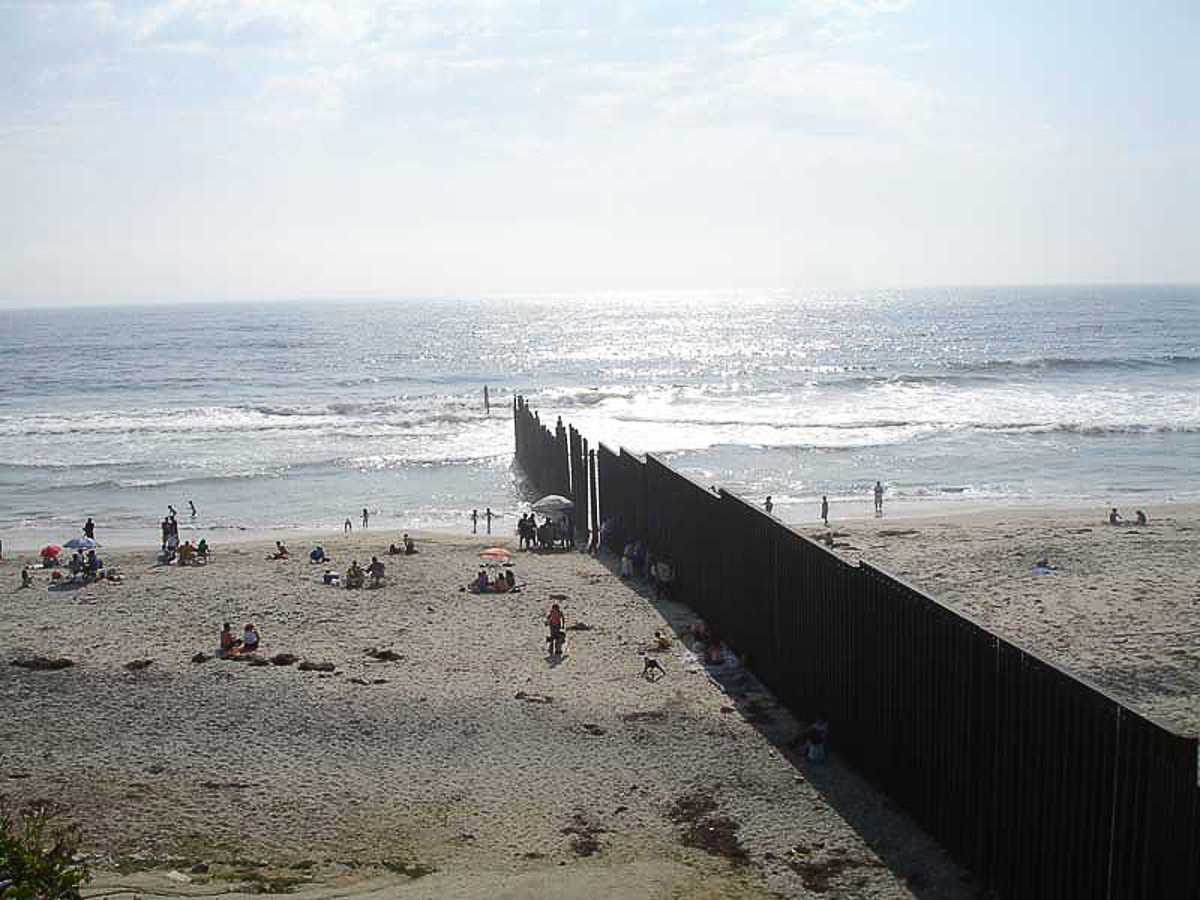
ティフアナの国境フェンス

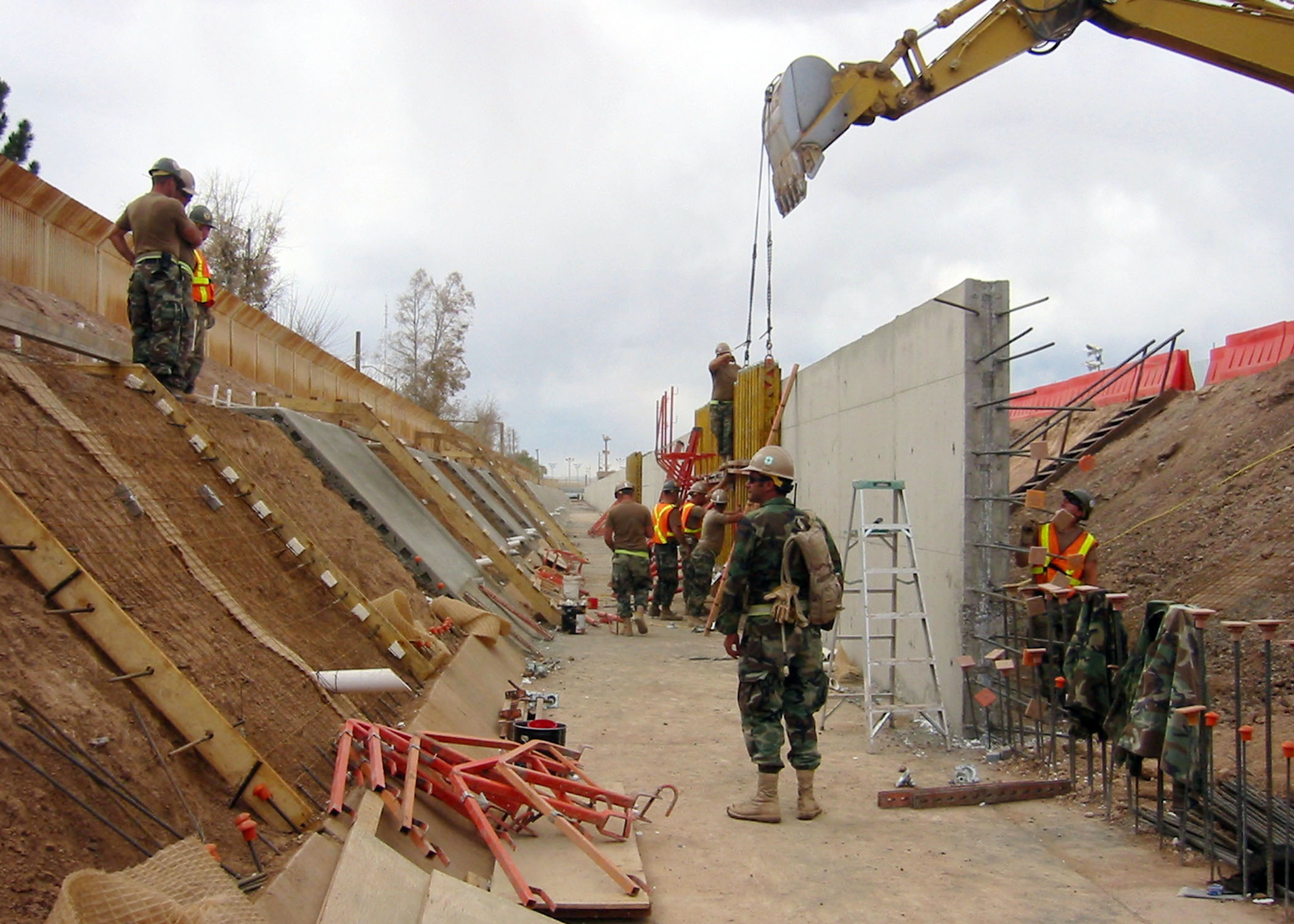
アリゾナ州ダグラス、2009

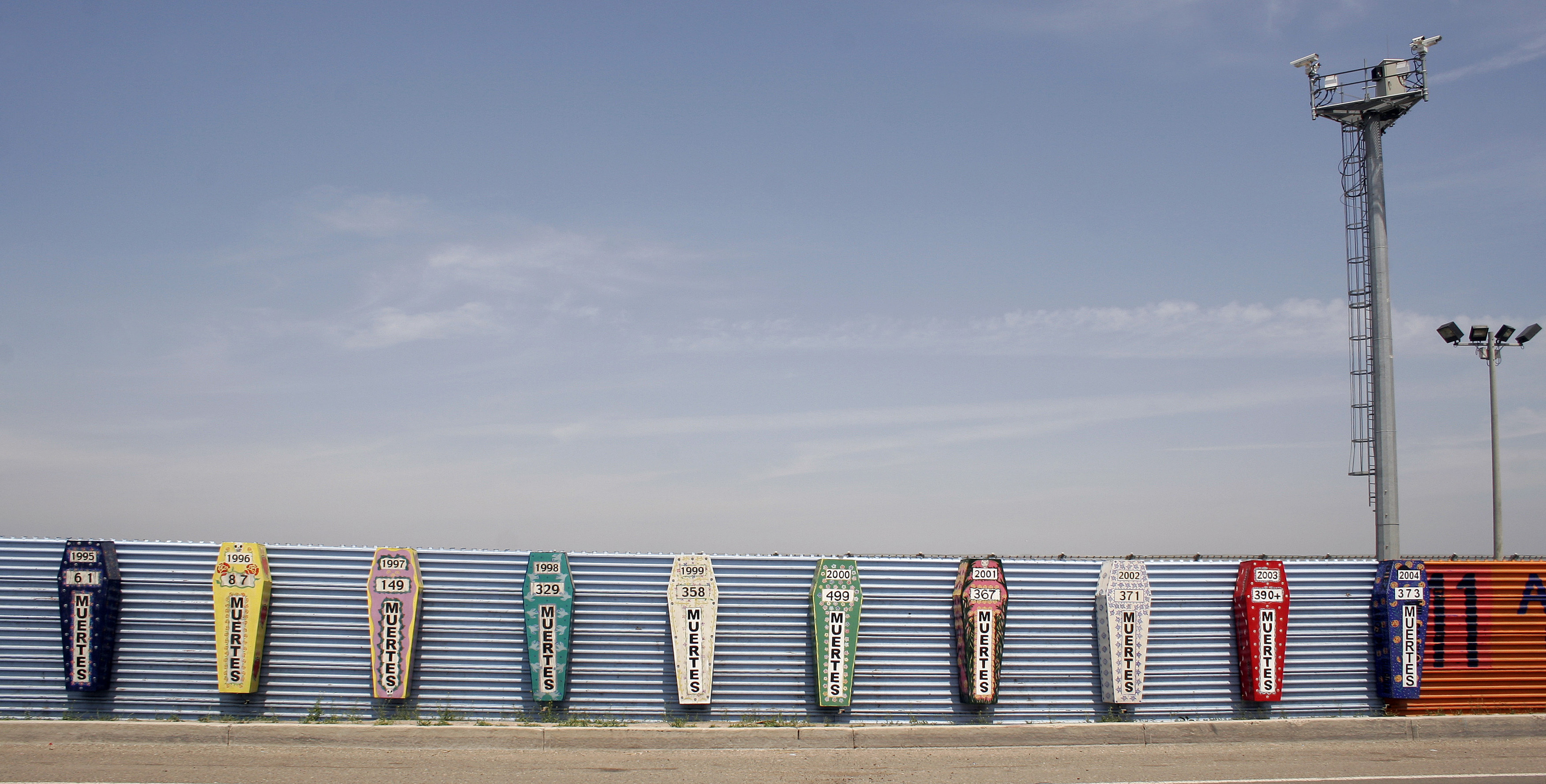
サンディエゴとティフアナの間にある壁。米国とメキシコの国境を越えようとして死亡した人々のための慰霊碑的な棺（MUERTESは、スペイン語で「死者たち」の意）。各棺はその年の死者の数を表している。これはオペレーションガーディアンの影響に対する抗議で行われている。

メキシコとアメリカの壁（英語: Mexico–United States barrier、スペイン語: Muro fronterizo Estados Unidos-México）とは、メキシコからアメリカ合衆国への密輸や密入国を防ぐことを目的としたアメリカ＝メキシコ国境に沿った一連の壁とフェンスの事である。この壁は一続きの構造物ではなく、比較的短距離の物理的な壁およびフェンスの総称であり、物理的な壁が設置されていない区間にはセンサと監視カメラのシステムによる「仮想フェンス」が敷かれ、アメリカ国境警備隊がモニタリングしている。2009年1月現在、アメリカ合衆国税関・国境警備局は、930キロメートル以上の壁があるとしている。アメリカ合衆国とメキシコの国境は、北アメリカ大陸の陸上で全長3,145キロメートルに及ぶ。

## 背景
これらの壁は、ラテンアメリカで作られた麻薬の密輸と不法移民対策の3大作戦（カリフォルニア州のゲートキーパー作戦、アリゾナ州のOperation Safeguard、テキサス州のOperation Hold-the-Line）の一環として1994年に建設された。
アメリカ合衆国とメキシコの3,145キロメートルの国境は、都市部や砂漠を含む様々な地形を横切っている。壁は過去に最も違法犯罪や麻薬密売が集中して確認された都市部や無人の場所に設置された。これらの都市部には、カリフォルニア州サンディエゴとテキサス州エルパソがある。2008年8月29日現在、アメリカ合衆国国土安全保障省は、歩行者用国境フェンス310キロメートル 、車両用国境フェンス248.3キロメートル、合計558.3キロメートルのフェンスを建設した。完成したフェンスは、主にニューメキシコ州、アリゾナ州、カリフォルニア州にあり、テキサス州では建設が進行中である。
アメリカ合衆国税関・国境警備局は、2009年1月の第2週の時点で、930キロメートル以上のフェンスが設置されていると報告している。テキサス州のフェンスとカリフォルニア州のボーダー・インフラ・システムの作業はまだ進行中である。
この壁は一続きの構造物ではなく、比較的短距離の物理的な壁およびフェンスの総称であり、物理的な壁が設置されていない区間にはセンサと監視カメラのシステムによる「仮想フェンス」が敷かれ、国境警備隊によってモニタリングされている。
この壁の影響で、ソノラ砂漠とアリゾナ州のバボクイバリ山地を横断して密入国しようとする人々の数が著しく増加している。このような不法移民は、トホノ・オオダム族インディアン居留地にある最初の道路まで、80キロメートルもある不毛な大地を移動しなければならない。
2010年、南西国境の国境警備で96.6％の逮捕が行われた。国境警備隊の逮捕件数は、2005年の1,189,000件から2008年には723,840件に減少、2010年には463,000件と2005年比で61％減少した。この減少は、米国の経済情勢の変化や国境警備の効果とみられる。2010年の国境での逮捕者数は、1972年以来の最低水準であった。

### 2006年安全フェンス法
2005年11月3日、下院軍事委員会の議長で下院議員であったダンカン・ハンター（共和党・カリフォルニア州）は、米国とメキシコの国境に沿って強化フェンスを建設する計画を提案した。2005年12月15日、ハンター下院議員の修正案「the Border Protection, Anti-terrorism, and Illegal Immigration Control Act of 2005（H.R. 4437）」が下院を通過した。この計画は、3,145-kmの国境のうち1,123 kmにフェンスの建設義務化を要求していた。2006年5月17日、上院は三重構造のフェンスと自動車用フェンスを600 km建設するという「Comprehensive Immigration Reform Act of 2006（S. 2611）」 を提案した。その法案は委員会で消えたが、最終的に国境に沿って1000㎞以上フェンスを建設する「2006年安全フェンス法」（H.R.6061）が議会を通過し、2006年10月26日にジョージ・W・ブッシュ大統領によって署名された。この法案の調印は、ほとんどのアメリカ人が「700マイル（1,125キロメートル）のフェンスを作るより国境警備隊員を増員した方が良い」というCNNの調査が示された直後であった 。
メキシコ政府と幾人かのラテンアメリカ諸国の閣僚は、この計画を非難した。テキサス州知事のリック・ペリーもまた「国境を閉鎖する代わりに、法的で安全な移住を技術的に支援することで、国境をもっと開放すべきだ」と反対意見を表明した。壁の延長は、テキサス州ラレド市議会でも全会一致で反対された。ラレド市長ラウル・G・サリナスは「彼らは私たちの経済を40％も支えている人たちだ。そんな彼らのドアを閉めて壁をつけるだろうか？そんなことしない。それは顔を平手打ちされるようなものだ。」と語った。彼は国境での営みの現実をよりよく反映した法案に改正されることを望んでいた 。
2012年の共和党の政綱宣言で「2006年の議会で国境の二重フェンスが制定されたが、いまだかつて完了していない。最終的にこれを建設しなければならない」と述べている。この法案の費用は60億ドルと推定されているが、税関・国境警備局の年間裁量予算56億ドルを上回っている。

### 拡張の再考と凍結
2007年1月、新任の下院多数党院内総務ステニー・ホイヤー（D-MD）は、「委員会の議長が国土安全保障省が包括的な国境安全保障計画を提出するまで資金を止めている事について、議会はフェンス計画を再検討する」と発表した。その後、テキサス州の共和党上院議員ジョン・コルニンとケイ・ベイリー・ハッチソンは、計画を改正することを提唱した。
また、フェンス設置によって野生動物や環境に及ぼす影響を分析し緩和する対策にさらに費用が捻出されていた。
2010年3月16日、国土安全保障省は、アリゾナ州の2つのパイロットプロジェクト以上の「仮想フェンス」拡張を停止すると発表した。
請負業者ボーイング社は、数多くの遅延とコスト超過を抱えていた。残りの5億ドルは、国境を守り、保護するために、モバイル監視デバイス、センサ、無線に使用された。当時、国土安全保障省は国境フェンスに34億ドルを費やし、セキュア・ボーダー・イニシアチブの一環として1,030キロメートルのフェンスと壁を建設した。
アリゾナ政府当局者は、連邦政府の資金難を見かねて、資金援助申し込みウェブサイトを立ち上げた。また国境に接する学校が壁を購入することも行われた。テキサス州はネット上で誰でも国境を確認し、違法行為を通報できる「Texas Virtual Border Watch」パイロットプログラムを開始し、2008年11月から2009年2月までの3か月で密輸を4回検挙しマリファナ680キログラムを押収し、不法移民30件の退去がなされた。

### ドナルド・トランプ政権
後に大統領となるドナルド・トランプは、2016年の選挙期間中「国境の壁」建設費はメキシコに負担させると述べたが、メキシコ政府は即座に拒否した。
トランプは大統領就任後の2017年1月25日、メキシコとの国境に「通過不可能な具体的な障壁」を建設する大統領令に署名したが、予算案はアメリカ合衆国議会に上程されていない。2017年10月23日には、高さ9メートルの壁の試作品が8種類作られた。
トランプは2017年9月に若年移民に対する国外強制退去の延期措置(DACA)の撤廃を表明したが、反対意見が相次ぎ、2018年1月には国境の壁建設などを盛り込むことを条件に、若年移民を保護する新たな法案を支持すると表明。2020年6月18日、合衆国最高裁判所は、DACAの廃止の判断は連邦行政手続法に違反するとした下級裁判所の判断を5対4で支持し、廃止を認めない判断を示した。

## 論争

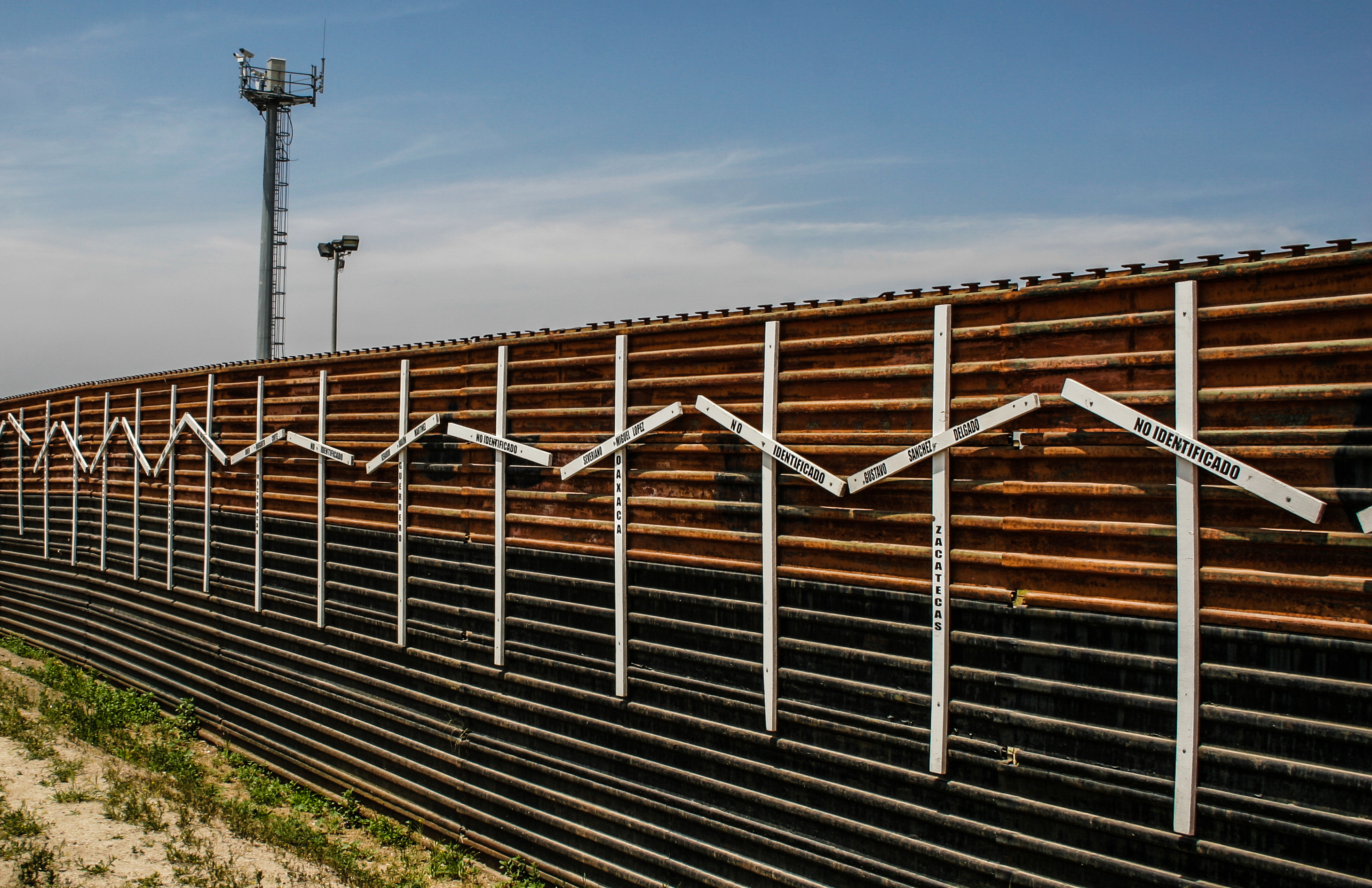
サンディエゴとティフアナの間にある壁。十字架は身元不明者も含む密入国する際に亡くなった人を示している。

壁は通り抜けできると批判されている。 たとえば、壁の下にトンネルを掘る方法や、フェンスを登り有刺鉄線はワイヤーカッターで除去する方法、壁の脆弱な部分を破壊する方法などがあげられる。 ラテンアメリカ系アメリカ人の多くは、メキシコ湾や太平洋沿岸をボートで渡り密入国してくる。

### 土地の分割
3つの先住民族の土地は、提案された国境フェンスによって分断される。テキサス大学ブラウンズヴィル（UTB/TSC）のキャンパスの土地も分割されるとして抗議活動があったが、 2008年8月に米国国土安全保障省との間で、隣接するエリアへの建設に同意、キャンパスの南側周辺はセキュリティ技術とインフラストラクチャの組み合わせをテストするための研究所の一部となった。2008年12月までに隣接部の国境フェンス建設は完了した。

### メキシコ
メキシコ政府は、2006年安全フェンス法を非難した。また、環境に損害を与え、野生生物に害を与えるとも述べている。
2007年6月、メキシコ領内に誤って2メートル壁が建設されたと発表した。この撤去移動には300万ドル以上かかるとされる。 

### 移民の死者

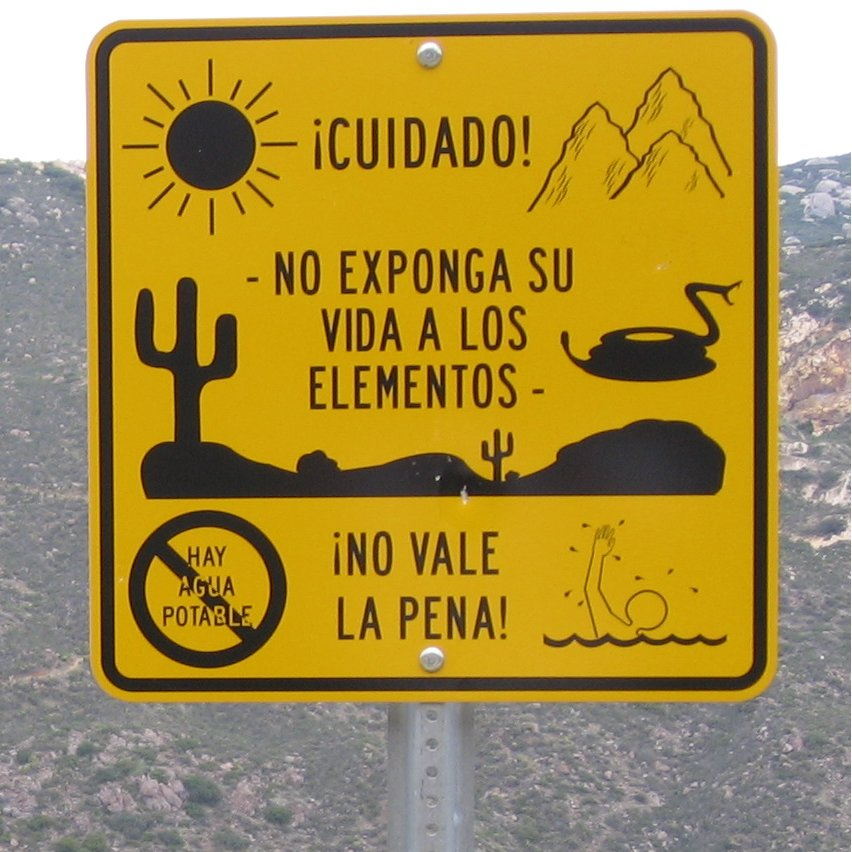
カリフォルニア州の国境警備隊が立てたスペイン語の警告標識。
「注意！あなたの人生を自然の猛威にさらさないでください！行く価値はないよ！」

1994年から2007年にかけて、アメリカ自由人権協会とメキシコ人権委員会の各文書によると、メキシコと米国の国境の途中で約5,000人の移民が死亡している 。 
2008年10月15日に米国境警備隊ツーソン・セクターは、2008年度に密入国業者に遺棄された443人の不法移民を死亡から救うことができたと報じた。死亡者数は2007年度の202人から2008年度の167人に17％減少した。これらのエージェントの努力がなければ、ソノラ砂漠で数百人が死亡した可能性がある。同セクターによると、壁のような国境の強化により、ツーソンセクターのエージェントに余裕が出て、2007年度と比較して国境での不法移民の数を16％削減することができたとしている。
しかし壁の影響で、不法移民はソノラ砂漠やバボクイバリ山地のような、不毛な大地からの密入国が増えている。

### 環境への影響
2008年4月、国土安全保障省は壁の建設をスピードアップするため、30以上の環境法と文化保護法を放棄する計画を発表した。国土安全保障省のマイケル・チャートフ(en)国防省長官は、建設が環境へ与える影響を最小限に抑えると主張しているにもかかわらず、アリゾナ州とテキサス州の批評家は、フェンスがリオグランデ沿いの絶滅のおそれのある種や脆弱な生態系を危険にさらすと強く主張した。環境保護主義者たちは、蝶の移動回廊や地元のワイルドキャット、オセロット、ジャガランディ、ジャガーの未来について懸念を表明した。
"Wildlife-friendly" （野生動物に優しい）国境の壁で、野生生物が国境を越えられるようにする試みも行われている。

### 中国製鉄鋼の使用
2007年10月、フェンスに中国の鉄鋼を使用して、アメリカの産業や安全性を損なっているとして共和党のフィル・イングリッシュ議員や民主党のジェイソン・アルトマイア議員ら議会からアメリカ国土安全保障省に対する批判が起きた。

### 壁の有効性
壁建設後も麻薬密輸組織などが壁を破壊し、依然として国境を出入りしているという指摘がある。垂直に立てた鉄筋の杭を横に並べた構造の壁については、ホームセンターで売られている工具で簡単に破壊できることがワシントン・ポストで報道されている。

## その他
- 2020年8月20日までに、トランプ政権の元首席戦略官スティーブン・バノンら4人が、国境に壁を建設する名目で、数十万人からクラウドファンディングで資金を集め、その一部を着服した疑いで逮捕、起訴された[41]。2021年1月20日、トランプはバノンに恩赦を与えた[42]。